# Georg Hösle

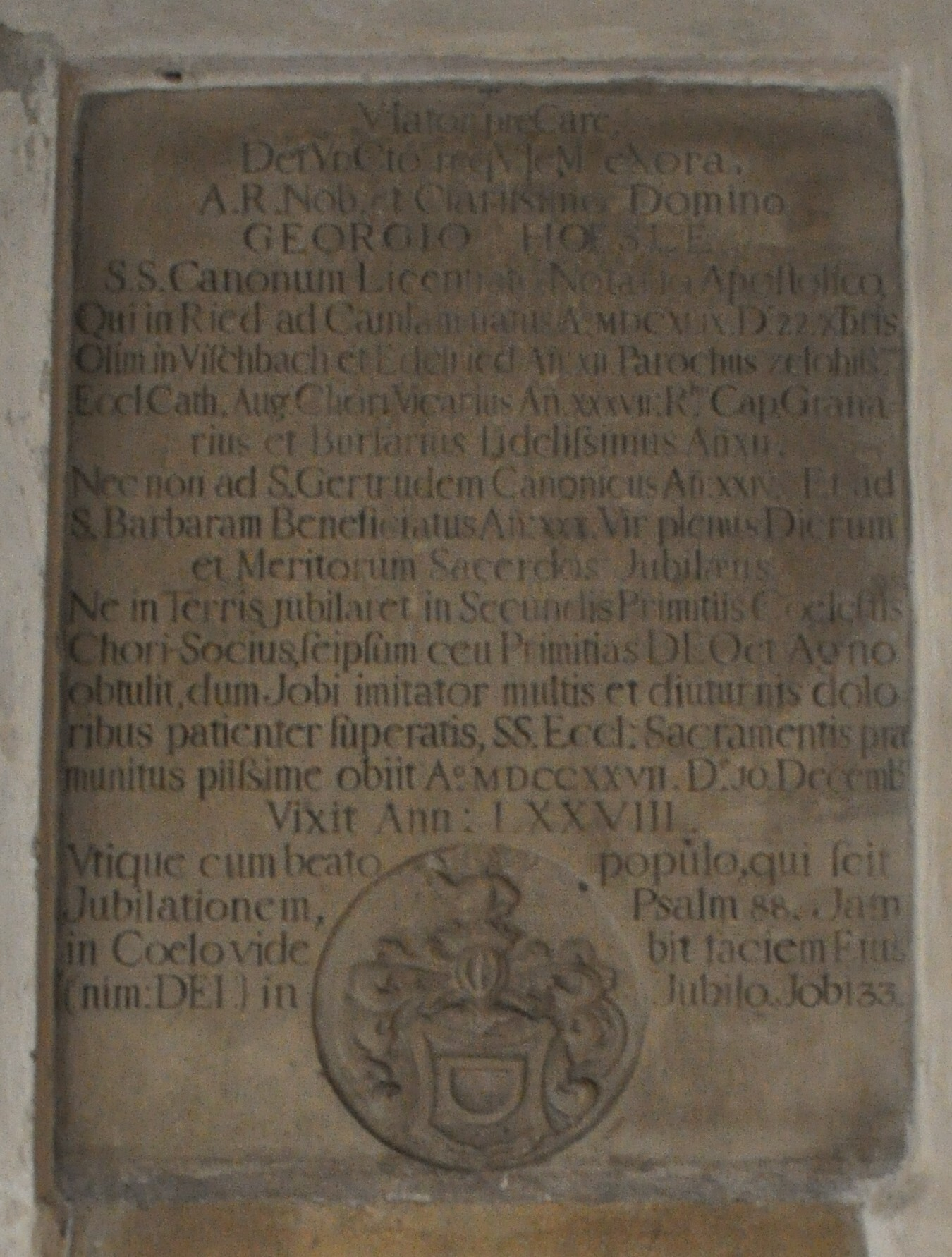
Epitaph des Georg Hösle im Kreuzgang des Augsburger Doms

Georg Hösle, auch Georg Hesle oder Georg Hößle (* 20. oder 22. Dezember 1649 in Ried; † 10. Dezember 1727 in Augsburg) war ein deutscher römisch-katholischer Theologe, der als Priester in Fischach und Ettelried sowie als Kanoniker beim Kollegiatstift St. Gertrud in Augsburg wirkte.

## Leben
Hösle wurde als Sohn des Bauern Urban Hösle und seiner Ehefrau Maria geboren. Er immatrikulierte sich 1668 an der Universität Dillingen. Am 28. November 1675 erwarb er den akademischen Grad eines Baccalaureus der Philosophie. Ob er auch zum Lizenziaten des kanonischen Rechts promoviert wurde, wie seinem Epitaph entnommen werden kann, ist zweifelhaft. Im Jahr 1677 oder 1678 wurde Hösle zum Priester geweiht.
Am 2. Mai 1679 wurde Hösle für die Pfarrei Fischach präsentiert und übernahm diese am 20. Mai 1679. Er wurde in diesem Zusammenhang wegen seiner guten Sitten, seiner Frömmigkeit und seines Wissens gerühmt. Am 23. Oktober 1679 berichtete Hösle an das bischöfliche Ordinariat, dass er den Pfarrhof nach dem Tod seines Amtsvorgängers Andreas Lacher in einem sehr schlechten Zustand vorgefunden habe. Wenige Jahre später verzichtete Hösle freiwillig auf die Pfarrei. In den Jahren von 1682 bis 1692 war er Pfarrer in Ettelried. Gegen Ende dieser Zeit gelang Hösle, wenn auch in untergeordneter Funktion, der Zugang zum Domkapitel in Augsburg. Bereits Chorvikar am Dom zu Augsburg, Kastner und Bursner des Domkapitels, erhielt er im Jahr 1697 eine wohldotierte Pfründe als Kaplan der Kapelle St. Barbara in Augsburg. Im Jahr 1703 wurde er Kanoniker beim Kollegiatstift St. Gertrud in Augsburg. Daneben erlangte Hösle den Ehrentitel eines Apostolischen Protonotars.

## Stiftungen
Am 15. Mai 1717 stiftete Hösle 1000 Gulden, aus deren Zinsen durch den Benefiziaten von Ettenbeuren wöchentlich eine Messe in der Kapelle St. Ottilia seiner Heimatgemeinde Ried gehalten werden sollte. Drei Jahre später stifteten Freiherr Johann Alexander Vöhlin und Georg Hösle ein Frühmessbenefizium für die Kirche Behlingen. Das Stiftungskapital von 3480 Gulden wurde überwiegend von Hösle aufgebracht. Der Benefiziat musste an Sonn- und Feiertagen die Frühmesse halten. Für Hösle und seine Verwandtschaft musste er außerdem wöchentlich eine Messe lesen. Das Präsentationsrecht auf das Benefizium behielt sich Vöhlin vor.

## Wappen
Das Wappen, das Hösle führte, stellt einen mit einer Sehne nach abwärts querliegenden Bogen dar. Auf dem gekrönten Spangenhelm befindet sich ein wachsender Bube mit Stirnband, der ein aufgeschlagenes Buch hält. Die Farben des Wappens sind nicht bekannt.

## Epitaph
Im Nordflügel des Kreuzganges im Augsburger Dom findet sich an der Südwand des neunten Joches Hösles Epitaph. Die Inschrifttafel aus Solnhofer Stein ist sehr gut erhalten.